# Ciclón Nisarga
La tormenta ciclónica severa Nisarga o ciclón Nisarga (conocido no oficialmente como: ciclón tropical en Mumbai) fue un ciclón tropical que azotó el estado indio de Maharashtra. La tormenta ciclónica es el segundo ciclón tropical de la temporada de ciclones del Índico Norte de 2020 que golpea el subcontinente indio en un lapso de dos semanas, después del Ciclón Amphan, la primera tormenta súper ciclónica que ocurrió en la Bahía de Bengala en el siglo XXI. Nisarga es la primera tormenta ciclónica severa desde 1891 que afecta a Mumbai, una de las ciudades más pobladas de la India.
Los orígenes de Nisarga se originó como una área de baja presión que se encontró al sudeste del Mar Arábigo el 31 de mayo de 2020. Mientras tanto, se convirtió en una depresión sobre el centro-este y sureste del Mar Arábigo en la madrugada del 1 de junio, cuando estaba centrado a unos 340 km al suroeste de Goa, 630 km al sur-suroeste de Mumbai y 850 km al sur-suroeste de Gujarat. El 2 de junio, alrededor del mediodía, la depresión profunda prevaleciente se intensificó en una tormenta ciclónica, recibiendo así el nombre de Nisarga. Nisarga se intensificaría rápidamente en una tormenta ciclónica severa varias horas después. Nisarga tocó tierra el 3 de junio como un ciclón tropical categoría 1 en Maharashtra en el occidente de la India.

## Historia meteorológica

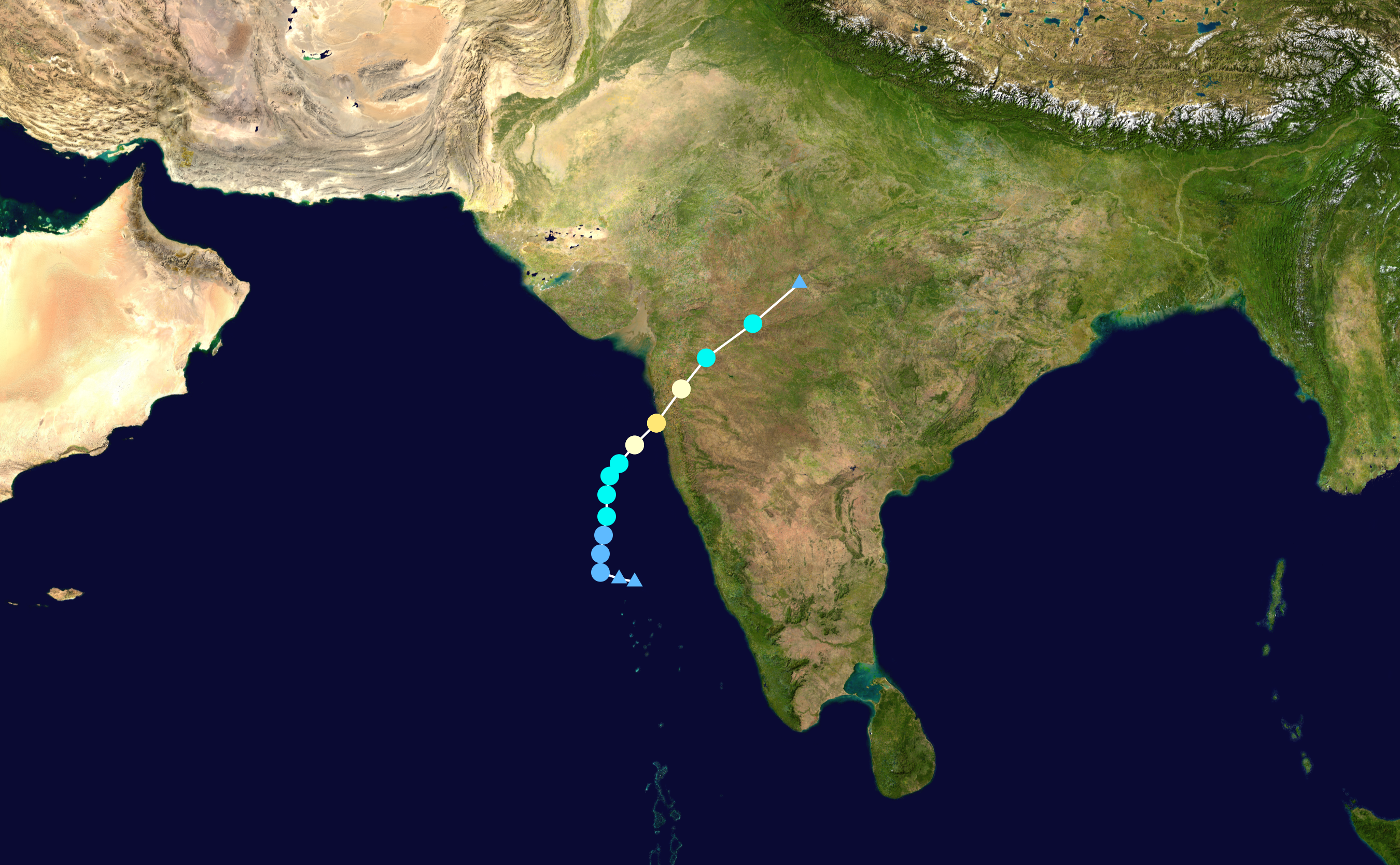
Mapa que traza la trayectoria y la intensidad de la tormenta, de acuerdo con la escala de huracanes de Saffir-Simpson

Durante el 31 de mayo de 2020, se desarrolló un área de baja presión sobre el sudeste del Mar Arábigo y permaneció como un área de baja presión bien marcada en la misma región hasta la noche del 31 de mayo. Se fortaleció hasta convertirse en una depresión sobre el mar Arábigo centro-este y sudeste en la madrugada del 1 de junio, cuando se centró a unos 340 km al suroeste de Goa, 630 km al sur-suroeste de Mumbai y 850 km al sur-suroeste de Gujarat.

Animación satelital de Nisarga que se intensifica el 2 de junio.

Alrededor del mediodía del 2 de junio de 2020, la depresión profunda prevaleciente se intensificó en una tormenta ciclónica, recibiendo así el nombre de Nisarga. Se esperaba que el ciclón se intensificara hasta convertirse en una tormenta ciclónica severa en la misma noche. Después de que el ciclón Nisarga tocara tierra, se debilitó y se volvió extratropical el 4 de junio.

## Preparaciones
El 1 de junio, el ministro del Interior de la Unión, Amit Shah, celebró una reunión de revisión preliminar con funcionarios de la Autoridad Nacional de Gestión de Desastres, la Fuerza Nacional de Respuesta a Desastres (NDRF), el Departamento de Meteorología de la India y la Guardia Costera de la India. El mismo día, 33 equipos de NDRF se desplegaron en la región costera de ambos estados. Los pescadores de Maharashtra fueron alertados de regresar del mar.
El primer ministro indio, Narendra Modi, a través de un tuit el 2 de junio de 2020, informó que habló con el ministro principal de Maharashtra, el ministro principal de Gujarat y el administrador de Dadra y Nagar Haveli y Daman y Diu, al tiempo que aseguró todo el apoyo y asistencia posibles del gobierno central. Como precaución, 100,000 personas fueron evacuadas antes de la tormenta. A las 12:30 IST (07:00 UTC) del 3 de junio, Nisarga tocó tierra cerca de la ciudad de Alibag, a máxima intensidad.

## Impacto
Nisarga tocó tierra en Alibaug cerca de la fuerza equivalente de categoría 1 de acuerdo con el Centro Conjunto de Advertencia de Tifones (JTWC), con el Departamento Meteorológico de la India (IMD) alcanzó al pico de Nisarga como una tormenta ciclónica severa. La ciudad de Alibaug registró una velocidad del viento de 102 km/h debido a este ciclón. Nisarga causó fuertes lluvias en la costa oeste de la India, provocando inundaciones. Nisarga mató a tres personas en la India. Nisarga causó seis muertes en Maharashtra, incluidas tres en Pune. El daño inicial se estimó en Rs50 mil millones (US$ 664 millones).

## Récords
El ciclón Nisarga fue el aterrizaje ciclónico más fuerte cerca de Mumbai desde el ciclón Bombay de 1882 que mató a casi 100,000 personas en Mumbai de hoy.